# Pierre Ramond
Pierre Ramond (Neuilly-sur-Seine, 31 de janeiro de 1943) é um físico estadunidense nascido na França.
Suas pesquisas são focadas em teoria das cordas e teoria quântica de campos.
Participou da 23ª e 24ª Conferência de Solvay, em 2005 e 2008, respectivamente.

## Publicações
- Field Theory – a modern Primer. Addison-Wesley, Frontiers in Physics, 1981, 2. Auflage, Westview Press 2001, ISBN 0201304503
- Journeys beyond the Standard Model. Perseus Books, 1999, ISBN 0738201162
- Herausgeber mit Raymond Stora: Architecture of fundamental interactions at short distances. North Holland 1986
- Herausgeber mit P. Sikvie: Yukawa Couplings and the Origin of Mass. International Press 1996